# (31583) 1999 FP30
1999 FP30 (asteroide 31583) é um asteroide da cintura principal. Possui uma excentricidade de 0.09297050 e uma inclinação de 4.15377º.
Este asteroide foi descoberto no dia 19 de março de 1999 por LINEAR em Socorro.